# Adalbéron Ier de Metz
Pour les articles homonymes, voir Adalbéron.
Adalbéron Ier de Metz (vers 905 -26 avril 962) ou Adalbéron Ier d'Ardenne est un membre du clergé du haut Moyen Âge qui fut évêque de Metz de 929 à 954, et abbé de Saint-Trond à partir de 944.
Il est connu dans les Chroniques pour avoir fait restaurer les bâtiments dégradés par la négligence de ses prédécesseurs.

## Biographie
Traditionnellement considéré comme fils de Wigéric, comte du Bidgau et en 915 comte palatin de Lotharingie et de Cunégonde (Carolingienne), elle fille d'Ermentrude, fille du deuxième mariage du roi Louis II « le Bègue ».
Cependant, on est obligé d'accepter une autre filiation. La Vita Johannis Gorziensis, écrite en 980, indique qu'Adalbéron de Metz était de sang royal tant du côté paternel que du côté maternel, le texte précisant que cette origine remontait à plusieurs générations.
Adalbéron est élu en 929, quand il avait peut-être vingt-quatre ans, pour succéder à Bennon qui avait renoncé à l'épiscopat de Metz.
En 934, Adalbéron entreprend la réforme de l'abbaye de Gorze, qu'il confie notamment à Jean de Vandières. Il rend à saint Brunon de Cologne la relique de la férule pétrinienne qui avait été remise à la cathédrale de Metz au moment de l'invasion des Huns.
Il prend le parti de Louis IV de France dans son conflit avec Otton Ier du Saint-Empire pour le contrôle de la Lotharingie. En 939, il doit céder le contrôle de Metz à Otton Ier.
En 941, il chasse les chanoines de l'Abbaye de Saint-Arnould et y instaure l'ordre de Saint-Benoît sous la direction de l'abbé Héribert de Gorze.
En 944, il devient abbé de Saint-Trond qu'il fait reconstruire. Il en consacre l'église en 947.
En 950, il intervient comme intermédiaire dans le conflit qui oppose le roi Louis IV de France et le comte de Paris Hugues le Grand.
En 960 Adalbéron est installé comme le premier comte du Comté de Blieskastel fourni par l'empereur Othon Ier.
Il est mort le 26 avril 962 selon les chroniques de l'évêché de Metz, le 23 février selon celles de Saint-Trond.